# بغاتبة
بُغاتبة هي قرية في منطقة قارص في مقاطعة قارص في تركية. تعلو 2,667 متر (8,750 قدم) عن سطح البحر.  تبعد عن قارس نحو 52 كيلومتر (32 ميل). بلغ عدد سكان القرية 218 عام 2014. خلال الحرب الروسية التركية (1877-1878) ضمت الإمبراطورية الروسية القريةَ. استقر الروس في القرية التي كانت تسمى آنذاك Zavot (أي الألبان باللغة الروسية). أعيدت القرية إلى تركية بعد الحرب العالمية الأولى. استقر أتراك كرابابخس من جورجيا في القرية بينما هاجر بعض المُلُكان [الإنجليزية] إلى الاتحاد السوفيتي. كان المُلُكان منتجي الجبن وبدأ القادمون الجدد أيضًا في إنتاج الجبن. تعرف القرية الآن باسم قرية إنتاج الجبن. 